# Mela Soesman
Melatie Maria Elbertine (Mela) Soesman (Arnhem, 20 februari 1914 – Amsterdam, 13 december 2005) was een Nederlands actrice.
Soesman was vanaf de jaren dertig als actrice verbonden aan diverse Rotterdamse toneel- en revuegezelschappen. In 1941 trad ze naast Fien de la Mar op in Fiens revue "Hallo Fientje!". Na de Tweede Wereldoorlog speelde ze ook in cabaretvoorstellingen en blijspelen en stond ze op de bühne naast onder meer Mieke Verstraete, Kees Brusse en Willy van Hemert. Na de introductie van televisie in Nederland was ze tevens op de buis te bewonderen, zowel in cabaretvoorstellingen als met acteerwerk in serieuzere producties. Inmiddels was ze getrouwd met Van Hemert, van wie ze later scheidde.
In 1968 had ze een bijrol in een vierdelige musicalserie gebaseerd op de boeken van Cissy van Marxveldt over Joop ter Heul, uitgezonden op de Nederlandse televisie door de KRO. Verder stond ze naast Cor Witschge in het door Harold Pinter geschreven toneelstuk "Avondschool" en werkte ze mee aan voorstellingen van De Mounties. In diverse Nederlandse televisieseries vervulde ze een bijrol, onder andere in Ti-Ta Tovenaar (Grobbema), De Zevensprong (Selina), Klaverweide, 'n Zomerzotheid en Floris. Ze bleef tot ongeveer 1990 actief als actrice o.a. in de films Geen paniek (1973), A Bridge Too Far (1974), Te gek om los te lopen (1981) en Try Out (1981).
Soesman overleed op 91-jarige leeftijd in Amsterdam. Ze werd begraven op Zorgvlied in Amsterdam.